# Émile Deville

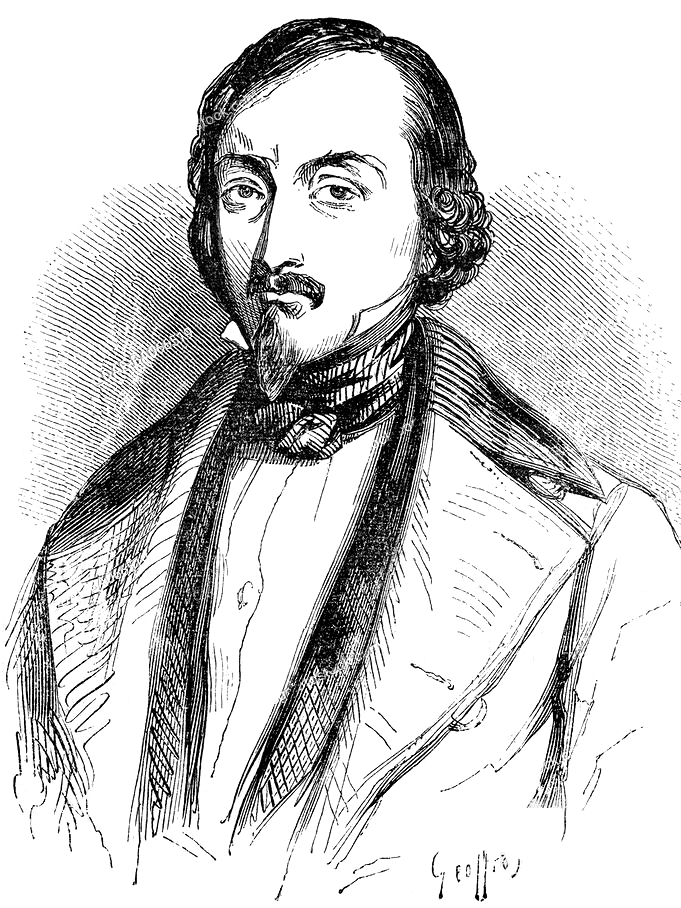
Retrato de Émile Deville (1824-1853), Físico francés y naturalista, ilustración hecha por Geoffroy de L'Illustration, Journal Universel, No 243, octubre 23,1847. Venerada Biblioteca Ambrosiana, Milán.

Émile Deville (1824-1853) fue un médico, naturalista y taxidermista francés.
Emile Deville, ya empleado del Museo Nacional de Historia Natural de Francia, se unió a la expedición de 1843 de Francis de Laporte de Castelnau a Sudamérica con el médico y botánico Hugh Algernon Weddell. Volvió con muchos ejemplares de aves, especialmente loros, incluyendo dos nuevas especies, el perico de Bonaparte y la lorita pico negro, que él describió en 1851. También describió, con Isidore Geoffroy Saint-Hilaire, el cotoncillo colorado y algunos cangrejos del infraorden braquiuros.